# Telecomunicações Brasileiras S.A.
Telecomunicações Brasileiras (TELEBRAS) é uma empresa estatal federal brasileira, constituída na forma de sociedade de economia mista, de capital aberto, atualmente vinculada ao Ministério das Comunicações (MCom) e responsável por implementar as Políticas Públicas de Telecomunicações do Brasil.
Criada em 1972, com um monopólio no setor de telecomunicações do Brasil, a empresa foi desativada após processos de privatização que ocorreram em 1998 (que eventualmente dariam origem às empresas Oi e Vivo, sucessoras da Telebrás original) e foi posteriormente recriada em 2010.

## História

### Antecedentes
O telefone foi introduzido no país durante o Brasil Império, em 1876.
Com a proclamação da República, a União dividiu com os governos dos estados e dos municípios o direito de explorar os serviços de telecomunicações, diretamente ou mediante concessões. Surgiram assim empresas locais, que eram nacionais ou estrangeiras, e em determinados casos ligadas a outras concessionárias de serviços públicos, notadamente as de eletricidade.
A primeira grande empresa de telefonia foi organizada pelo grupo Brazilian Traction Light and Power, de capital canadense. O grupo Light constituiu, em 1916, a Rio de Janeiro and São Paulo Telephone Company, a qual explora serviços telefônicos nos dois principais centros urbanos da Região Sudeste. O nome da companhia foi alterado, em 1923, para Brazilian Telephone Company, e, em 1956, para Companhia Telefônica Brasileira (CTB). O grupo também criou as subsidiárias Companhia Telefônica do Espírito Santo (1951) e a Companhia Telefônica de Minas Gerais (1953).
O grupo estadunidense International Telephone and Telegraph (ITT) exercia o controle da Companhia Telefônica Riograndense, que atendia a Porto Alegre e cerca de 50 municípios gaúchos. Em 1936, a companhia que operava em Curitiba e outras localidades do Paraná tornou-se uma subsidiária da ITT.  Em 1951, ocorreu a fusão das duas concessionárias, dando origem à Companhia Telefônica Nacional (CTN).
Quatro concessionárias da American & Foreign Power Company (Amforp) exploraram os serviços telefônicos de Vitória, Salvador, Maceió, Recife e Natal, sob a supervisão técnica e administrativa da Companhia Auxiliar de Empresas Elétricas Brasileiras (Caeeb).
Em 1961, 80% dos terminais telefônicos existentes estavam concentrados na região Sudeste. Havia uma alta demanda reprimida de linhas telefônicas, com uma longa lista de espera de instalação para os usuários. As ligações interurbanas demandavam horas de espera e as comunicações telefônicas e telegráficas com o exterior não atendiam às necessidades de inserção internacional da economia brasileira em expansão. Havia cerca de 800 concessionárias, incluindo-se prefeituras, cooperativas e pequenas empresas privadas, com grande parte apresentando sérias deficiências técnicas e operacionais.
Em fevereiro de 1962, o governador do Rio Grande do Sul, Leonel Brizola, cassou as concessões e desapropriou os bens e serviços da Companhia Telefônica Nacional (CTN), transferindo-os para a Companhia Riograndense de Telecomunicações (CRT). Em 31 de março de 1962, o governo federal decretou a intervenção na Companhia Telefônica Brasileira, responsável por dois terços do sistema telefônico brasileiro, operando numa área que abrigava 45% da população brasileira.
O Código Brasileiro de Telecomunicações é aprovado pelo Congresso Nacional, por meio da Lei n.º 4.117, de 27 de agosto de 1962, que previa a criação de um Sistema Nacional de Telecomunicações, de um Fundo Nacional de Telecomunicações (FNT), do Conselho Nacional de Telecomunicações (Contel) e autorizando a União a constituir empresa pública para explorar diretamente os troncos integrantes desse sistema, colocando sob a jurisdição da União os serviços de telégrafo, radiocomunicações e telefonia interestadual.
Em setembro de 1965, é criada a Empresa Brasileira de Telecomunicações (Embratel), que assume o controle acionário da CTB em março de 1966. O Ministério das Comunicações foi instituído pelo Decreto-Lei n.º 200, de 25 de fevereiro de 1967, assumindo as funções do Contel.

### Criação e expansão da Telebras
A empresa estatal teve autorização para criação através da lei nº 5 792, de 11 de julho de 1972, sendo instalada em 9 de novembro de 1972, pelo Governo Emílio Médici. Sua incumbência foi centralizar, padronizar e modernizar as diversas concessionárias de serviços públicos que existiam no Brasil. A lei autorizou a transformação da Embratel em sociedade de economia mista, subsidiária da nova empresa. A Telebras operou de 1972 até 1998 como holding que controlava diversas prestadoras estatais de serviços telefônicos que atuavam nos estados brasileiros, além da Embratel.
A União se tornou seu acionista majoritário, sendo detentora de 94,5% de seu capital total. O restante foi subscrito pelo Banco Nacional de Desenvolvimento Econômico (BNDE) e pelas empresas estatais Companhia Vale do Rio Doce, Petrobrás e Eletrobrás. Os recursos do FNT, até então geridos pela Embratel, foram colocados à disposição da Telebrás.
Após sua constituição, a Telebrás iniciou o processo de aquisição, absorção e unificação das empresas que prestavam serviços telefônicos no Brasil, com o objetivo de consolidá-las em empresas operadoras de âmbito estadual, com os recursos do FNT. Inicialmente controlando apenas a Embratel, a Companhia Telefônica Brasileira (CTB), a Companhia Telefônica de Minas Gerais (CTMG) e a Companhia Telefônica do Espírito Santo (CTES), a holding já reunia 25 subsidiárias e quatro associadas em dezembro de 1973. A Telebras tornou-se acionista majoritária de todas as empresas-pólo estaduais, salvo no Rio Grande do Sul, onde a companhia estadual permaneceu sob controle do governo gaúcho.
Em sua configuração final, o sistema era composto pela holding Telebrás, pela Embratel, responsável pela operação de longa distância de âmbito nacional e internacional, bem como pelos serviços de comunicação de dados, telex, retransmissão de televisão e satélites, além de 27 empresas de âmbito estadual ou local.
Em 1969, foi inaugurada a Discagem Direta a Distância (DDD) entre São Paulo e Porto Alegre, dispensando a intervenção da telefonista.
Em 1973, a Embratel colocou em operação o cabo submarino Bracan I, ligando Recife a Las Palmas, nas Ilhas Canárias, destinado a serviços de telefonia, telex e transmissão de dados para a Europa. Em 1975, o Brasil foi integrado ao sistema telefônico de Discagem Direta Internacional (DDI) por meio da estação Tanguá II da Embratel. Em 1976, o sistema de comunicações por satélite foi ampliado com a inauguração da Estação de Monitoramento de Satélites em Tanguá (RJ).
A Telebrás contava com quatro fontes de financiamento para seus investimentos: geração própria (tarifas), recursos de terceiros (empréstimos), autofinanciamento (assinantes) e recursos fiscais (Fundo Nacional de Telecomunicações). A partir de 1975, por meio do sistema de autofinanciamento das linhas telefônicas, os usuários que adquiriam linhas telefônicas também recebiam ações da Telebras.
Em 1976, a empresa fundou o Centro de Pesquisa e Desenvolvimento Padre Roberto Landell de Moura (CPqD), com o objetivo de que os novos produtos ali concebidos, desenvolvidos e projetados fossem industrializados em padrões competitivos de qualidade e preço, reduzindo a dependência da tecnologia estrangeira.
Entre 1974 e 1982, a companhia manteve elevados investimentos, atingindo uma média de R$ 4,1 bilhões anuais (em moeda constante de dezembro de 1995). No período, os telefones em serviço no país passaram de 2,4 milhões para 9,3 milhões Os terminais de telex aumentaram de 4.060 para 65.500, graças à rede nacional de telex montada pela Embratel mediante convênio com a Empresa de Correios e Telégrafos (ECT). No entanto, apesar do avanço significativo nos serviços de telefonia, a densidade de telefones por cem habitantes (7,4) permaneceu inferior à média mundial (dez).

### Crise financeira
No início da década de 1980, uma forte crise financeira atingiu o setor público brasileiro, o que prejudicou fortemente os investimentos necessários à continuidade da expansão do sistema nacional de telecomunicações, provocando a degradação da qualidade dos serviços das empresas do grupo Telebrás. A Secretaria de Controle de Empresas Estatais (Sest) determinou grandes cortes nos investimentos de todas as estatais. Uma parcela significativa dos recursos do FNT foi apropriada pelo Tesouro Nacional, deixando de ser aplicada no setor, tendo o fundo sido extinto em 1984 e substituído pelo Imposto sobre Serviços de Telecomunicações (ISST). Também foi realizada a compressão das tarifas como instrumento de combate à inflação.
Em 1989, com 14,6 milhões de telefones instalados, o Brasil apresentava uma densidade de 8,8 telefones por cem habitantes, índice inferior ao do Uruguai (13,6) e da Argentina (10,3). O índice de congestionamento das linhas saltou de 6% para 31,1%, enquanto que a taxa de chamadas completadas caiu de 50% para 30%.
No período, ocorreu uma difusão acelerada de novas tecnologias de informação e comunicação, com o avanço da tecnologia digital, além mudanças na estrutura de regulamentação das telecomunicações em diversos países, que optaram por privatizar seus serviços de telecomunicação no fim da década de 1980.
Apesar da crise de investimentos e com o avanço da microeletrônica e da informática, a Embratel criou o Serviço Especializado de Comunicação de Dados, em 1980, e a Rede Nacional de Comunicação de Dados por Comutação de Pacotes, em 1984. Em fevereiro de 1985, ocorreu o lançamento do Brasilsat A1, e em março de 1986, o do Brasilsat A2, passando o Brasil a dispor de um canal autônomo para tráfego doméstico para o sistema brasileiro de telecomunicações por satélite.

### Debates
O debate a respeito da privatização da Telebras foi iniciado durante o Governo José Sarney, especialmente durante os trabalhos do Congresso na Constituinte, inaugurados em fevereiro de 1987. Grupos empresariais moveram intensa campanha contra o monopólio estatal das telecomunicações, no entanto, a nova Constituição de 1988 reafirmou o monopólio estatal.
Em novembro de 1989, a Telebras dá início ao projeto de telefonia celular móvel, inaugurado no Rio de Janeiro.
A partir de 1989, as ações da Telebrás passaram a ser negociadas no pregão das bolsas de valores de todo o país. A negociação desses papéis rapidamente concentrou mais de 50% do volume de negócios em dinheiro no pregão. 
O sistema Telebrás não conseguiu cumprir as metas fixadas para o ano de 1989. Do milhão de terminais telefônicos prometidos, somente 342 mil foram colocados em serviço, número insuficiente para atender aos milhares de compradores dos planos de expansão que já haviam quitado a compra há mais de dois anos. O longo prazo de espera para a instalação das linhas fez com que houvesse a formação de um especulativo mercado secundário de linhas telefônicas.
No governo de Fernando Collor, foi aprovada a Lei n.º 8.031/1990. que instituiu o Programa Nacional de Desestatização (PND) e foram promovidas iniciativas para privatizar (total ou parcialmente) e desregulamentar as telecomunicações, como a estipulação de que a faixa de frequência referente à banda A seria reservada às operadoras públicas e a banda B às eventuais operadoras privadas, além da eliminação do monopólio da Embratel. Os investimentos da Telebras sofreram drástica redução no período.
Durante o governo de Itamar Franco, foi definida uma nova política de telecomunicações, com metas para duplicar o número de terminais telefônicos instalados (cerca de 10,6 milhões na época) até o ano 2000. Foi iniciada implantação da Rede Nacional de Fibras Ópticas, com instalação de um primeiro trecho da rede em 1993, interligando as cidades do Rio de Janeiro e São Paulo e aumentando em 80% a capacidade de tráfego de telecomunicações entre os dois estados. Em fevereiro de 1993, foi lançado o primeiro satélite projetado e construído no Brasil, o SCD 1, destinado a coletar dados oceanográficos, atmosféricos e florestais. O Brasilsat B1 e o Brasilsat B2 foram postos em órbita em agosto de 1994 e em março de 1995, respectivamente, substituindo o Brasilsat A1 e A2.
Em 20 de dezembro de 1994, a Embratel implementou o Serviço Internet Comercial no Brasil, tornando-se o primeiro provedor de acesso discado do País, com 5 mil usuários inscritos para a fase experimental, que durou até maio de 1995, quando foi aberta para o público geral. Os primeiros clientes eram outros provedores de internet. No mesmo ano, o Ministério das Comunicações determinou que a Embratel não deteria o monopólio da internet.
Em fevereiro de 1995, durante o governo de Fernando Henrique Cardoso, foi aprovada a Emenda Constitucional n.º 8, em favor da quebra do monopólio que reservava a exploração dos serviços de telecomunicações para as empresas sob controle acionário estatal, facultando a exploração dos serviços de telecomunicações pelo capital privado, sob o regime de autorização, concessão ou permissão, de acordo com lei a ser aprovada pelo Congresso, dispondo sobre a organização dos serviços, a criação de um órgão regulador e outros aspectos institucionais.
A Telebrás realizou pesados investimentos de 1995 até as vésperas de sua privatização, sendo os investimentos em 1996 os mais elevados desde a criação da Telebrás: aumentaram 51% em relação ao ano anterior, alcançando a cifra de R$ 6,8 bilhões. Foram mantidos nesse patamar em 1997. Ocorreu um aumento substantivo das receitas, propiciado pelos reajustes tarifários de novembro de 1995 e de abril de 1997. A elevação das tarifas e a retomada dos investimentos foram instrumentos essenciais da política de revitalização de Telebrás com vistas à sua privatização. 
Em 1996, o sistema Telebrás instalou 2,9 milhões de novos terminais telefônicos, dos quais 1,6 milhão de terminais convencionais. 1,3 milhão terminais celulares e 39 mil telefones públicos. A base instalada atingiu um total de 17,7 milhões de terminais, registrando um crescimento de quase 20% em relação ao ano anterior.
Em 1997, a Telebrás foi responsável por cerca de 60% de todo o volume financeiro negociado mercado à vista da Bolsa de Valores de São Paulo. Em 31 de dezembro de 1997, a Telebras tinha 3,7 milhões de acionistas.
Em 1997, 40,41% da receita bruta era advinda da telefonia local, 28,08% da telefonia interurbana, 20,29% da telefonia móvel e 5,10% da comunicação por dados. A receita bruta atingiu R$ 20,6 bilhões de reais e o lucro líquido atingiu a cifra recorde de R$ 4,3 bilhões em 1997. A empresa atingiu o índice de 11,5 terminais telefônicos para cada grupo de 100 habitantes, contando com 484 mil telefones públicos, 4,3 milhões de acessos de telefonia móvel e e 17 milhões de aparelhos telefônicos instalados. No mesmo ano, a Telebrás foi a empresa estrangeira com maior volume negociado na Bolsa de Valores de Nova York.

### Privatização e leilão
As licitações das concessões para a Banda B de telefonia celular em 1997 renderam um total de US$ 7,613 bilhões.
O Sistema Telebrás foi privatizado no dia 29 de julho de 1998, de acordo com mudança constitucional no ano 1995 e com a promulgação da Lei Geral de Telecomunicações, que tinha como objetivo a ampliação e a universalização dos serviços de telecomunicação. A venda da Telebrás assim como outras privatizações ocorridas nos anos 1990 estavam alinhadas com as recomendações do Consenso de Washington.
As empresas que compunham o sistema Telebrás foram agrupadas em 12 holdings, cada uma abrangendo regiões diferentesː quatro de telefonia fixa (Telesp, Tele Centro Sul e Tele Norte Leste e Embratel), oito de telefonia celular da Banda A (Telesp Celular, Tele Sudeste Celular, Telemig Celular, Tele Celular Sul, Tele Nordeste Celular, Tele Centro Oeste Celular, Tele Leste Celular e Tele Norte Celular). Como resultado desse reagrupamento quatro empresas ficaram responsáveis pela rede de telefonia fixa e oito pela de telefonia móvel. A Embratel perdeu a exclusividade nas chamadas de longa distância, porém passou a competir com as outras empresas em chamadas dentro mesmo Estado. Concomitantemente, foram leiloadas novas concessões para as mesmas áreas privatizadas, para que o setor privado montasse novas "empresas espelhos", no intuito de gerar concorrência (duopólio).
O que foi levado a leilão correspondia a 20% do valor das empresas, que representava o controle acionário das empresas. Foi a maior privatização ocorrida no Brasil, realizada em 29 de julho de 1998 na Bolsa de Valores do Rio de Janeiro, arrecadando R$ 22,058 bilhões, o que representou um ágio médio de 63,7% sobre os valores mínimos do leilão.
Com o leilão, o sistema de telecomunicações brasileiro foi substancialmente desnacionalizado: 100% da telefonia interurbana e de longa distância, 80% do serviço celular e dois terços da telefonia fixa. O montante arrecadado deveria ser destinado ao abatimento da dívida federal.
O o governo brasileiro alienou suas empresas em bloco, vendendo para consórcios privados num único leilão a totalidade das ações ordinárias pertencentes à União nas 12 companhias oriundas da cisão da holding federal. A União detinha pouco mais de 50% das ações ordinárias da Telebrás, equivalentes a menos de 22% de seu capital total.
Para fiscalizar o mercado foi criada a Anatel - Agência Nacional de Telecomunicações e o fundo Fistel - (Fundo de Fiscalização de Telecomunicações). Para subsidiar operações em regiões carentes e comunidades com menos de 100 habitantes foi instituído o FUST - (Fundo de Universalização dos Serviços de Telecomunicações).
A Telebrás cessou todas as suas atividades operacionais. Em maio de 1998, a empresa mantinha no final do ano um quadro de 713 empregados, dos quais 500 estavam cedidos para a Anatel. Em 1999, o Ministério das Comunicações publicou portaria determinando a liquidação da empresa. A partir de então, a companhia geria apenas recursos humanos, em sua maioria composto por empregados cedidos para outros órgãos públicos, sobretudo para a Anatel, bem como a gestão de fundos de pensão, questões judiciais e outros méritos administrativos de funcionamento essencial.
Entre janeiro e agosto de 1999, foram realizados os leilões das empresas-espelho, no intuito de fomentar a concorrência do setor de telefonia, vencidos pelo consórcio que deu origem à Vésper por R$ 60 milhões na Região I e R$ 70 milhões na Região III; GVT, por R$ 100 mil na Região II; e Intelig, por R$ 55 milhões, empresa-espelho da Embratel.

## Empresas da holding (até 1998)
- Formam atualmente a Oi[22]
  - Fundidas como Telemar
    - TELASA - Telecomunicações de Alagoas (1973-1998)
    - TELEAMAPÁ - Telecomunicações do Amapá (1973-1998)
    - TELAMAZON - Telecomunicações do Amazonas (1973-1998)
    - TELEBAHIA - Telecomunicações da Bahia (1973-1998) - antiga TEBASA
    - TELECEARÁ - Telecomunicações do Ceará (1973-1998) - antiga COTELCE
    - TELEST - Telecomunicações do Espírito Santo (1972-1998) - antiga CTES (subsidiária da CTB)
    - TELMA - Telecomunicações do Maranhão (1973-1998)
    - TELEMIG - Telecomunicações de Minas Gerais (1972-1998) - antiga CTMG (subsidiária da CTB)
    - TELEPARÁ - Telecomunicações do Pará (1973-1998)
    - TELPA - Telecomunicações da Paraíba (1974-1998)
    - TELPE - Telecomunicações de Pernambuco (1973-1998)
    - TELEPISA - Telecomunicações do Piauí (1973-1998)
    - TELERJ - Telecomunicações do Rio de Janeiro (1976-1998)
    - TELERN - Telecomunicações do Rio Grande do Norte (1973-1998)
    - TELAIMA - Telecomunicações de Roraima (1973-1998)
    - TELERGIPE - Telecomunicações de Sergipe (1972-1998)

  - Fundidas como Brasil Telecom
    - TELEACRE - Telecomunicações do Acre (1973-1998)
    - TELEBRASÍLIA - Telecomunicações de Brasília (1972-1998) - antiga COTELB
    - TELEGOIÁS - Telecomunicações de Goiás (1973-1998) - antiga COTELGO
    - TELEMAT - Telecomunicações de Mato Grosso (1973-1998)
    - TELEMS - Telecomunicações do Mato Grosso do Sul (1986-1998)
    - TELEPAR - Telecomunicações do Paraná (1972-1998)
    - TELERON - Telecomunicações de Rondônia (1973-1998)
    - TELESC - Telecomunicações de Santa Catarina (1972-1998) - antiga COTESC
    - CTMR - Companhia Telefônica Melhoramento e Resistência (1976-1998)
- Formam atualmente a Vivo
  - Fundidas como Telefônica Brasil
    - TELESP - Telecomunicações de São Paulo (1973-1998)
      - CTBC-Borda do Campo - Companhia Telefônica da Borda do Campo (1972-1998) - subsidiária da TELESP desde 1973
- Forma atualmente a Claro
  - Embratel - Empresa Brasileira de Telecomunicações (1972-1998) -  na privatização, foi adquirida pela norte-americana MCI WorldCom, que pediu falência no ano de 2002. Em 2004, a justiça de Nova Iorque aprovou a venda da Embratel para a mexicana Telmex. Em 2015, a Embratel foi incorporada à Claro, pertencente a América Móvil, controladora da Telmex.[23]

- Telefonia móvel
  - Atualmente fazem parte da Vivo[24]
    - Telesp Celular
    - Tele Sudeste Celular (Telerj Celular e Telest Celular)
    - Tele Leste Celular (Telebahia Celular e Telergipe Celular)
    - Tele Centro Oeste Celular (Telebrasília Celular, Telems Celular, Telegoiás Celular, Telemat Celular, Teleron Celular e Teleacre Celular)
    - Telemig Celular

  - Atualmente fazem parte da TIM[25]
    - Tele Nordeste Celular (Telasa Celular, Telpe Celular, Telpa Celular, Telern Celular, Teleceará Celular e Telepisa Celular)
    - Tele Celular Sul (Telepar Celular, Telesc Celular e CTMR Celular)

  - Fizeram parte da Amazônia Celular (1998-2009) e Oi Móvel (2009-2022), e com a venda desta (2022), os clientes foram divididos entre TIM, Claro e Vivo[26]
    - Tele Norte Celular (Telepará Celular, Telamazon Celular, Telma Celular, Teleamapá Celular e Telaima Celular)

- Outras/Empresas associadas
  - CPqD - Centro de Pesquisa e Desenvolvimento em Telecomunicações (1976-1998) - atualmente atua como uma fundação de direito privado
  - CTBC - Companhia de Telecomunicações do Brasil Central* (1973-1998) - atual Algar Telecom, pertencente ao Grupo Algar
  - SERCOMTEL - Serviço de Comunicações Telefônicas de Londrina* (1973-1998) - pertencia a Prefeitura Municipal de Londrina, e foi privatizada em 2020. Atualmente pertence ao Fundo de Investimento Bordeaux
  - CETERP - Centrais Telefônicas de Ribeirão Preto* (1973-1998) - pertencia a Prefeitura Municipal de Ribeirão Preto e foi privatizada em 1999, sendo adquirida pela Telefónica.
  - CRT - Companhia Riograndense de Telecomunicações* (1973-1998)*  - pertencia ao Governo do Estado do Rio Grande do Sul. Foi privatizada em 1996, sendo vendida para o consórcio formado pela espanhola Telefónica. Posteriormente, a companhia foi vendida em 2000 para a Brasil Telecom.

*Empresa associada, não pertencia ao sistema Telebrás
- Extintas/incorporadas anteriormente
  - CETEL - Companhia de Telefones do Rio de Janeiro (1976-1989) - incorporada pela TELERJ
  - COTELPA - Companhia Telefônica de Paranaguá (1979-1990) - incorporada pela TELEPAR
  - COTEMA - Companhia Telefônica do Maranhão (1973-1974) - incorporada pela TELMA
  - COTESP - Companhia de Telecomunicações do Estado de São Paulo (1973-1976) - incorporada pela TELESP
  - CPT - Companhia Pontagrossense de Telecomunicações (1976-1989) - incorporada pela TELEPAR
  - CTB - Companhia Telefônica Brasileira (1972-1976) - deu origem à TELESP e a TELERJ
  - CTGV - Companhia Telefônica de Governador Valadares (1975-1987) - incorporada pela TELEMIG
  - TELECALDAS - Telefônica de Poços de Caldas (1975-1983) - incorporada pela TELEMIG
  - TELEFEIRA - Telefônica de Feira de Santana (1975) - incorporada pela TELEBAHIA
  - TELEOESTE - Companhia Telefônica do Oeste do Brasil (1973-1974) - incorporada pela TELEMAT
  - TELINGRA - Telecomunicações de Campina Grande (1973-1974) - incorporada pela TELPA

## Reativação: Nova Telebras
A empresa foi oficialmente reativada para gerir o Plano Nacional de Banda Larga em 2010 durante o governo de Luiz Inácio Lula da Silva.
O Fundo de Universalização dos Serviços de Telecomunicações (FUST), na sua constituição, restringia a aplicação dos recursos apenas para projetos ligados à rede comutada de voz, e só poderia ser direcionado através de um elo estatal. O fundo é constituído pela cobrança de uma pequena porcentagem nas contas de telecomunicações pagas pelos consumidores e seu objetivo inicial seria o de subsidiar operações das empresas privadas em regiões longínquas e economicamente inviáveis. Dada a dificuldade de utilização dos recursos - que em dezembro de 2007 somavam seis bilhões de reais - a Anatel, juntamente com as concessionárias, definiu trocas de obrigações pendentes destas empresas, pelo apoio ao projeto de mudança do Plano Geral de Outorgas (PGO), que viabilizaria, entre outros, uma utilização mais ampla dos recursos do FUST, de forma a atender as novas necessidades da sociedade e as tecnologias atuais, como a ampliação da rede de internet banda larga.
Com um aporte de 200 milhões de reais no fim de 2007 por parte do Governo Federal, a Telebras tornou-se a empresa gestora dos recursos FUST e pretende ser administradora de uma extensa malha de fibras óticas já implantadas nas torres da Eletrobrás e ainda redes de fibra ótica da Petrobrás. O governo trabalhou com a hipótese de reativar a estatal Telebras para viabilizar uma grande infovia nacional que permitirá atender as localidades mais remotas do país com inclusão digital às populações atendidas pela rede pública de ensino, entes da administração pública, entre outros, além de fornecer (no atacado) interconexão aos provedores de última milha. O projeto encontra resistências em setores da sociedade que enxergam nessa manobra uma possível reestatização do setor.
Desde de fevereiro de 2010 se cogitava na reativação da Telebras, mas, após fato relevante emitido pela empresa à CVM no dia 4 de maio de 2010 e, posteriormente, o governo publicou no dia 13 do mesmo mês no Diário Oficial da União o Decreto nº 7 175, que institui o "Plano Nacional de Banda Larga - PNBL; dispõe sobre remanejamento de cargos em comissão e reativa a Telebras" como gestora dessa rede.
A Telebras iria prover a infraestrutura das redes de suporte a serviços de telecomunicações prestados por empresas privadas, estados, municípios e entidades sem fins lucrativos. A conexão à internet em banda larga para usuários finais seria feita apenas em localidades onde não existisse oferta adequada desses serviços. A estatal deveria ficar operacional em aproximadamente dois meses, segundo seu novo presidente Rogério Santanna, para começar a atuar no Plano Nacional de Banda Larga. O decreto deveria ser assinado até 12 de abril de 2010. Além do Plano Nacional de Banda Larga, a Telebras deveria ser gestora dos satélites de uso militar do Brasil.
Para cumprir os objetivos previstos no PNBL, decreto que concede poderes absolutos à Telebras para usar, fruir, operar e manter a infraestrutura e as redes de suporte de serviços de telecomunicações de propriedade ou posse da administração pública federal. No caso de ente da administração federal indireta, inclusive empresa pública ou sociedade de economia mista controlada pela União, o uso da infraestrutura dependerá de celebração de contrato de cessão de uso entre a Telebras e a entidade cedente".
Até dezembro de 2018, a atuação da empresa foi orientada pelo Plano Nacional de Banda Larga (Decreto nº 7 175 de 12 de maio de 2010) e pelo Decreto nº 8 135 de 4 de novembro de 2013 que regulava as comunicações de dados da Administração Pública Federal. Com a edição de novos decretos no final de 2018, a atuação da Companhia passou a ser orientada pelas Políticas Públicas de Telecomunicações (Decreto nº 9 612 de 17/12/2018) e pela Política Nacional de Segurança da Informação (Decreto nº 9 637 de 26 de dezembro de 2018).

### Funções essenciais
Conforme a legislação em vigor a Telebras tem três funções: 
- uma função social, para implementação de políticas de acessibilidade para população por meio de projetos de inclusão digital, como o programa Serviço de Atendimento ao Cidadão do Ministério da Ciência, Tecnologia e Inovações; [38]
- uma função de segurança de dados para a soberania nacional (Ver Art 12, inciso I): ocorre por meio da segurança e sigilo no tráfego de dados pela rede privativa de governo, inclusive na comunicação militar pela banda X do SGDC; [38]
- uma função estratégica (ver artigo 12, parágrafos 1 ao 5º): ocorre na capacidade de conectar para o Governo, qualquer localidade no território nacional. Isso permite a realização de conexões em situações de emergência pública como na ação humanitária do projeto de acolhida aos Imigrantes da Venezuela na cidade de Pacaraima[39] e na tragédia de Brumadinho.[40]

### Mercado de Capitais
O capital social da Telebras pertence majoritariamente à União. No mercado de capitais, a Telebras está listada na B3 com ações ordinárias (TELB3) e preferenciais (TELB4), e também, está no mercado fracionado (TELB3F e TELB4F).

## Áreas de atuação
A Telebras é responsável por implementar as Políticas Públicas de Telecomunicações do Brasil, sendo a única estatal de telecomunicações do país. 
Foi responsável de 2010 até 2018 pela gestão do Plano Nacional de Banda Larga. 
Com o Decreto nº 9.612/2018, instituindo a Política Pública de Telecomunicações, com o objetivo de fomentar e difundir o uso e o fornecimento de bens e serviços de tecnologias de informação e comunicação, o Governo Federal definiu as linhas de atuação da Telebras, dentre as quais se destacam: 
- implementação da rede privativa de comunicação da administração pública federal; [43]
- prestação de apoio e suporte às políticas públicas de conexão à internet em banda larga para universidades, centros de pesquisa, escolas, hospitais, postos de atendimento, tele centros comunitários e outros pontos de interesse público; [43]
- provisão de infraestrutura e de redes de suporte a serviços de telecomunicações prestados por empresas privadas, pelos Estados, pelo Distrito Federal, pelos Municípios e por entidades sem fins lucrativos; [43]
- prestação de serviço de conexão à internet em banda larga para usuários finais, apenas em localidades onde inexista oferta adequada daqueles serviços.[43]

A empresa também atua estimulando o desenvolvimento do mercado de telecomunicações ao fornecer infraestrutura para internet banda larga aos provedores regionais, promovendo as economias regionais e fomenta a concorrência no setor de telecomunicações.

### Rede e Estrutura
Em 2023, a Telebras possuía uma rede nacional com mais de 28.880 km de backbone de fibras ópticas que percorrem todos os estados do País. Essas fibras estão em linhas de transmissão das concessionárias de energia, em gasodutos e rodovias estaduais e federais. Parte dessas fibras são cedidas à Telebras por outras empresas, como Petrobrás e Eletrobrás, por meio de contratos de cessão.
A cobertura espacial é feita pelo Satélite Geoestacionário de Defesa e Comunicações Estratégicas- SGDC, o único satélite que cobre 100% do território brasileiro em Banda Ka de alta velocidade. A gestão do SGDC é realizada pela Telebras e pelas Forças Armadas, sendo a Banda X exclusiva para uso militar (o monitoramento do satélite é realizado pela Força Aérea Brasileira).
O satélite tem uma infraestrutura terrestre de alta tecnologia, baseada em dois Centros de Operações Espaciais (COPEs) e três gateways. O COPE de Brasília conta com um datacenter Padrão Tier IV e o COPE do Rio de Janeiro com datacenter Padrão Tier III. Anteriormente, a rede espacial da Telebras era composta pelos satélites Brasilsat A2, lançado em 1986; Brasilsat B1, lançado em 1994; Brasilsat B2, lançado em 1995; e Brasilsat B3, lançado em 1998.

### SGDC
O Satélite Geoestacionário de Defesa e Comunicações Estratégicas (SGDC) é o primeiro totalmente operado e controlado pela administração federal, em uma parceria entre a Telebras e os Ministérios da Ciência, Tecnologia, Inovações e Comunicações (MCTIC) e o Ministério da Defesa (MD). Participam também ativamente do programa SGDC a Agência Espacial Brasileira (AEB) e o Instituto Nacional de Pesquisas Espaciais (INPE). Para construção do satélite foi criada a Visiona, joint venture entre a Telebras e a Embraer. Adquirido pela Telebras, por meio de um investimento total de R$ 2,78 bilhões do Governo Federal, o SGDC marca um momento histórico no País. É o primeiro satélite brasileiro concebido exclusivamente para a transmissão de dados com alta velocidade e qualidade na banda Ka, cobrindo todo o território nacional e águas jurisdicionais. Possui, ainda, a banda X, que corresponde a 30% da capacidade do satélite, de uso exclusivo das Forças Armadas, e assegura a defesa e soberania nacionais.
Lançado no dia 4 de maio de 2017, no foguete Ariane V, de um centro espacial na Guiana Francesa, com 5,8 toneladas, 5 metros de altura e 58 Gbps de capacidade, o equipamento está posicionado a uma distância de 36 mil quilômetros da superfície da Terra. O SGDC é controlado exclusivamente por brasileiros, os Centros de Operações (COPE) são localizados em área militar e é o único satélite capaz de conectar 100% do território nacional. 
A Estrutura terrestre de operação do satélite compreende 5  gateways: 2 centros de operações com funções mistas (controle e gateway): COPE-P (principal) em Brasília, e o COPE-S (secundário), no Rio de Janeiro; e 3 gateways: em Campo Grande, Salvador e Florianópolis.

### GESAC
Desde o início de 2017, a Telebras passou a ser o braço operacional do GESAC, conectando por via satélite os estabelecimentos determinados pelo MCTIC. O GESAC é um Programa de Governo Eletrônico Serviço de Atendimento ao Cidadão-GESAC, que leva internet para localidades com carência de sinal, como escolas rurais, unidades básicas de saúde, postos de fronteira, comunidades indígenas e quilombolas, dentre outros.. Desde o início do programa foram instaladas antenas que captam o sinal do SGDC da Telebras ultrapassou 21 mil pontos instalados, dos quais 16 mil escolas públicas, levando internet há mais de quatro milhões de alunos brasileiros em 2022.

## Presidentes da Telebras
- 23º Presidente: André Leandro Magalhães (22 de maio de 2025 até atualmente)[2]
- 22º Presidente: Frederico de Siqueira Filho (23 de maio de 2023 a 23 de abril de 2025)[50]
- 21º Presidente: Jarbas José Valente (22 de dezembro de 2020 a 19 de maio de 2023)[51]
- 20º Presidente: Waldemar Gonçalves Ortunho Júnior (24 de fevereiro de 2019 a 5 de novembro de 2020)[52]
- 19º Presidente: Jarbas José Valente (17 de abril de 2018 a 23/01/2019)[53]
- 18º Presidente: Maximiliano Salvadori Martinhão (5 de outubro de 2017 a 16 de abril de 2018)[54]
- 17º Presidente: Antônio Klinger Loss Leite (4 de agosto de 2016 a 2 de julho de 2017)[55]
- 16º Presidente: Jorge Bittar (14 de maio de 2015 a 20 de julho de 2016)[56][57]
- 15º Presidente: Francisco Ziober Filho (Interino) (14 de janeiro de 2014 a 13 de maio de 2015)[58]
- 14º Presidente: Caio Bonilha (2 de janeiro de 2011 a 14 de janeiro de 2014)[59]
- 13º Presidente: Rogério Santanna (14 de maio de 2010 a 1 de junho de 2011)[60]
- 12º Presidente: Jorge da Motta e Silva (2 de dezembro de 2004 -12 de maio de 2010)[60]
- 11º Presidente: Minoru Oda (21 de junho de 2000-1 de dezembro de 2004)[52]
- 10º Presidente: Ronaldo Rangel de Albuquerque Sá (31 de julho de 1998-20 de junho de 2000)[52]
- 9º Presidente: Fernando Xavier Ferreira (25 de novembro de 1995- 30 de julho de 1998)[52]
- 8º Presidente: Lélio Viana Lobo (22 de fevereiro de 1995-22 de novembro de 1995)[52]
- 7º Presidente: Jorge de Moraes Jardim Filho (20 de dezembro de 1994-17 de fevereiro de 1995)[52]
- 6º Presidente: Adir da Silva (10 de dezembro de 1992-19 de dezembro de 1994)[52]
- 5º Presidente: José Inácio Ferreira (11 de abril de 1991-5 de novembro de 1992)[52]
- 4º Presidente: Joost Van Damme (11 de maio de 1990-18 de fevereiro de 1991)[52]
- 3º Presidente: Almir Vieira Dias (29 de abril de 1985-10 de maio de 1990)[52]
- 2º Presidente: José Antônio de Alencastro e Silva (22 de março de 1974-28 de abril de 1985)[52]
- 1º Presidente: Euclides Quandt de Oliveira (9 de novembro de 1972-21 de março de 1974)[52]

### Concursos públicos
Por ser uma empresa estatal, a Telebras está obrigada a contratar pessoal por meio de concursos públicos.
Após a reativação em 2010, a empresa precisou abrir concurso público para recompor parte de seu quadro de funcionários, que estavam cedidos à Anatel e ao Ministério das Comunicações.
| Data de abertura       | Organizadora | Vagas Nível Médio | Vagas Nível Superior |
| ---------------------- | ------------ | ----------------- | -------------------- |
| 4 de janeiro de 2013   | CESPE        | 4                 | 71                   |
| 15 de setembro de 2015 | CESPE        | 4                 | 37                   |

## Galeria

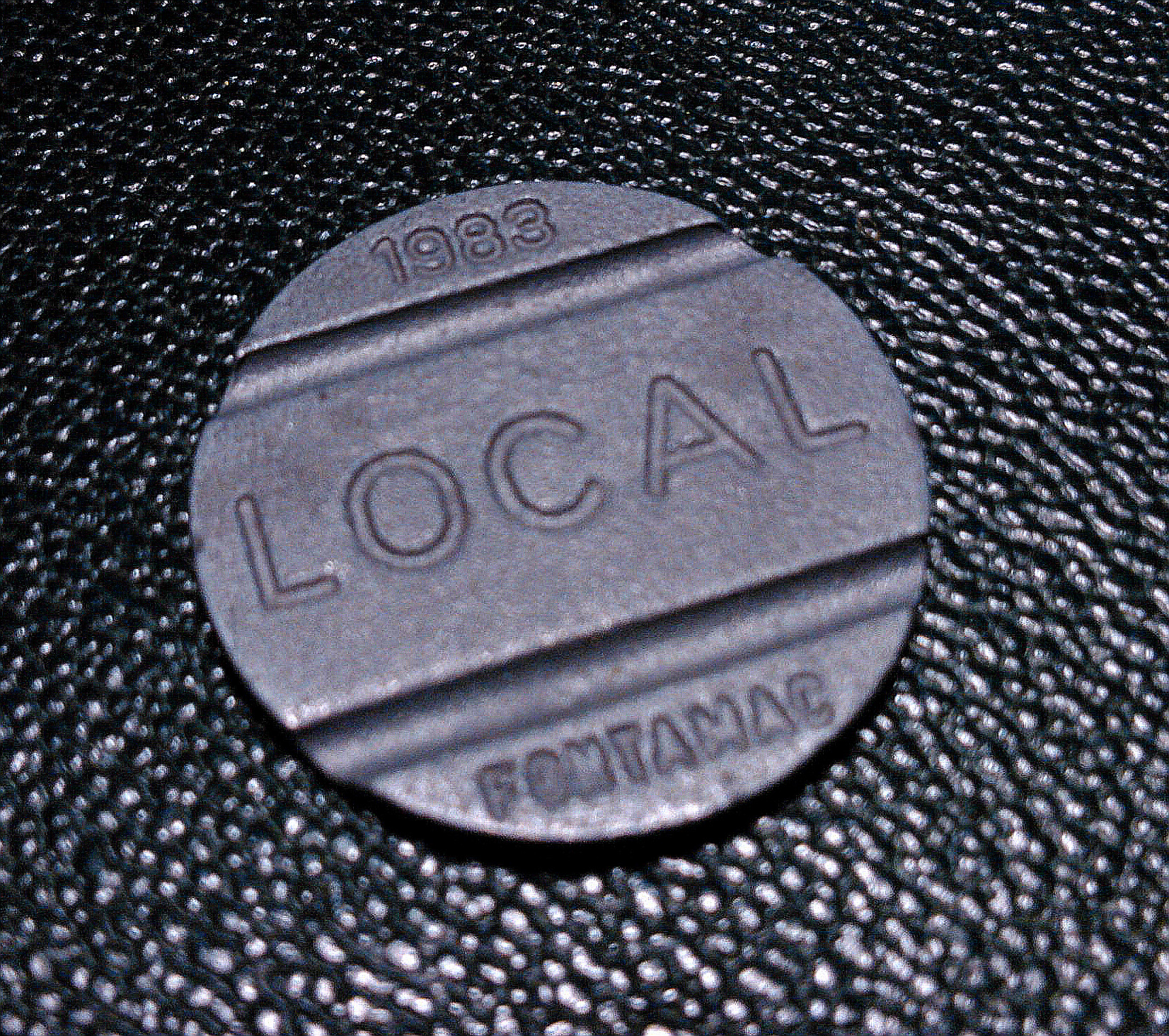
Ficha telefônica para ligações locais, 1983
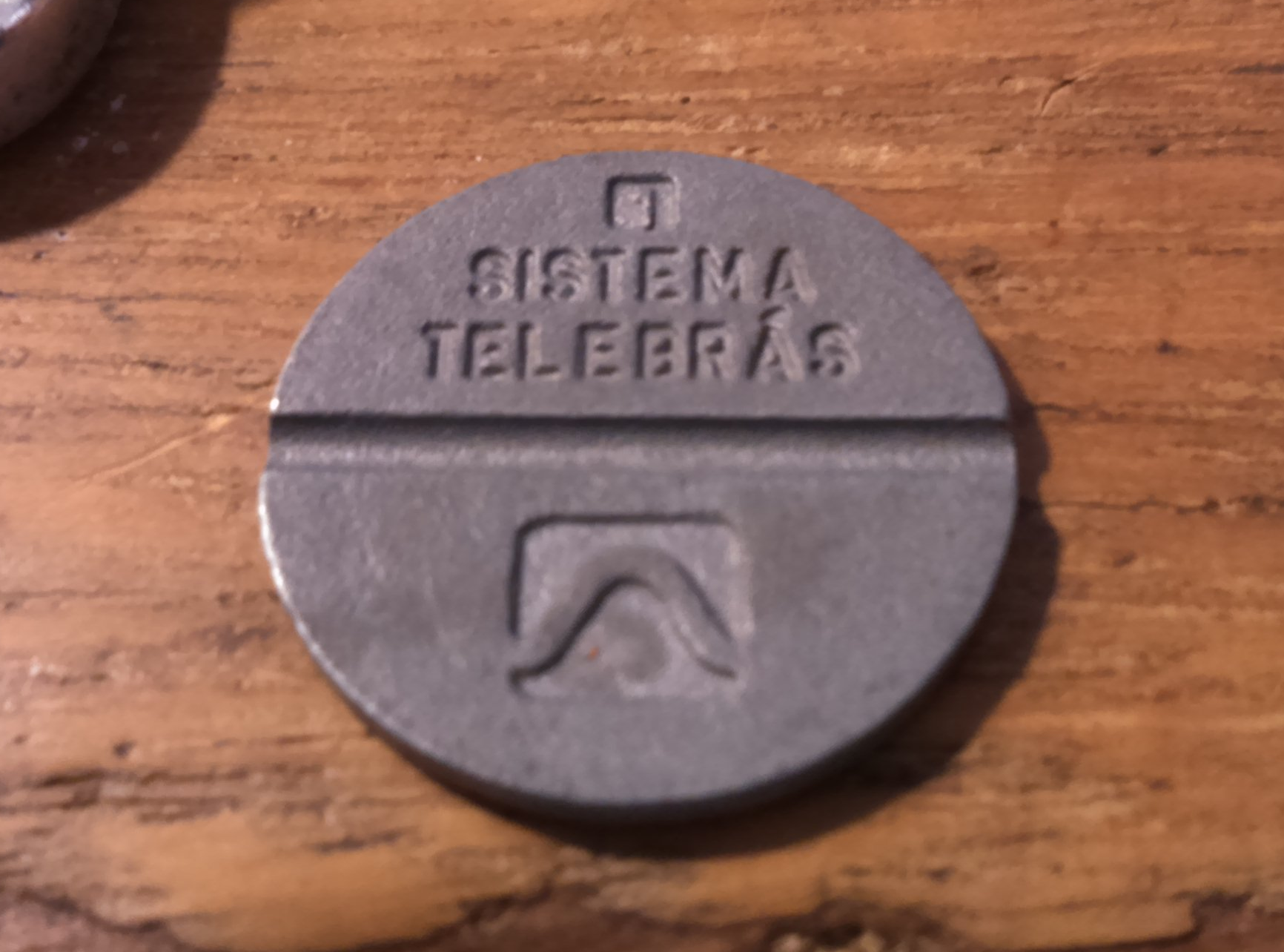
Verso do mesmo tipo de ficha, exibindo a marca do sistema Telebrás
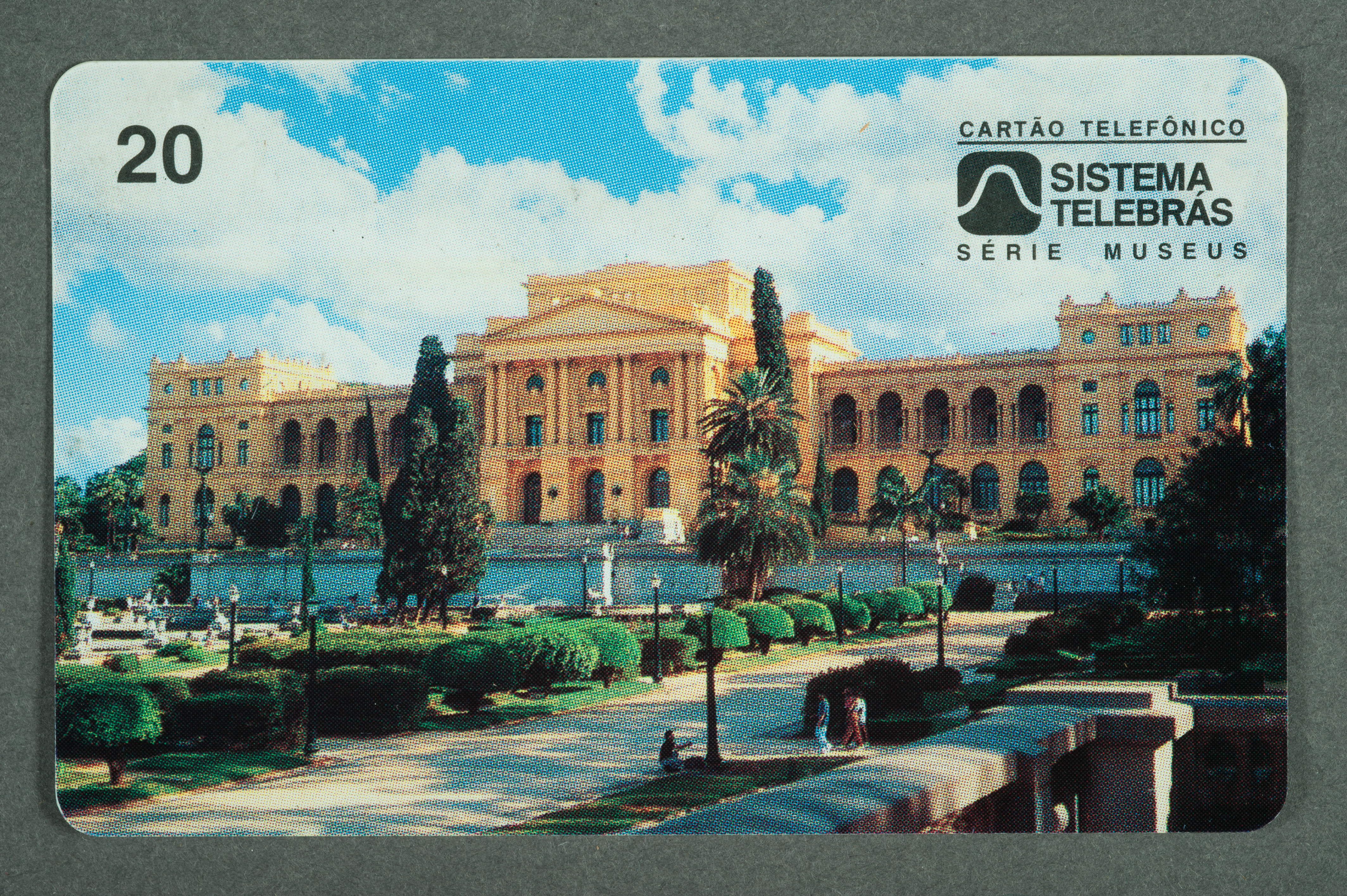
Cartão telefônico Sistema Telebrás